# 烏梅 (科特迪瓦)
烏梅（法語：Oumé）是西非國家科特迪瓦的城鎮，由弗羅馬格爾區負責管轄，位於該國西部，毗鄰加尼奧阿和達洛亞，該地區大量種植咖啡和可可，2010年人口54,615。
6°23′N 5°25′W / 6.383°N 5.417°W